# Карнуа, Жан Батист
Жан Батист Карнуа (фр. Jean Baptiste Carnoy; 11 января 1836, Румилье, ныне в составе города Турне — 6 сентября 1899, Шульс, Швейцария) — бельгийский биолог и зоолог.
Посвятил себя религии, однако, ещё в молодости изучал естественные науки и был удостоен звания доктора Лувенским университетом, а затем посетил Университеты в Бонне, Лейпциге, Берлине и Вене. В 1868 был приглашён профессором биологии в Лувен, однако, по разным причинам лишь в 1876 ему удалось занять эту кафедру.
Научные исследования Карнуа касаются преимущественно биологии клетки и в особенности явлений оплодотворения. В Лувене Карнуа основал на собственные средства Биологический институт и издавал специальный, посвященный цитологии журнал «La Cellule».
Из числа трудов Карнуа заслуживают особого внимания: «Manuel de microscopic» (1878); «Biologie cellulaire» (1884, 1 вып.; этот ценный труд остался незаконченным); «La Cytodiérèse chez les Arthropodes» (1885); «La vésicule, germinative et les globules polaires de l’Ascaris megalocephala» (1886); «La fécondation chez l’Ascaris megalocephala» (совместно с Лебреном, 1897) и т. д.